# Лагуна, Виктор Николаевич
Виктор Николаевич Лагуна (7 мая 1930 года, Канск, Красноярский край, РСФСР, СССР — 31 января 2016 года, Новосибирск, Россия) — советский и российский художник декоративно-прикладного искусства, член-корреспондент Российской академии художеств (2012).

## Биография
Родился 7 мая 1930 в г. Канск Красноярского края, жил и работал в Новосибирске.
В 1955 году — окончил Палехское государственное художественное училище имени М. Горького, мастерская П. Д. Корина; преподаватели Е. П. Вакуров, Д. Н. Буторин, Н. М. Зиновьев.
С 1958 года — член Союза художников СССР, России.
В 2012 году — избран членом-корреспондентом Российской академии художеств от Отделения Урал, Сибирь, Дальний Восток.
Виктор Николаевич Лагуна умер 31 января 2016 года в Новосибирске. Похоронен на Заельцовском кладбище (квартал 36).

## Творческая деятельность
Основные произведения: триптих «Конек — горбунок» (1960); триптих «Сказка о царе Салтане» (1960); «Заре навстречу» (1975); «Русский натюрморт» (1979); композиция «Орнамент народов Обского Севера» (1980); «Русский мотив — I» (1985); «Зимушка» (1998); «Первый снег» (1999); «Три чуда» (по сказке А. С. Пушкина «о царе Салтане», 2000); «Золото соборов» (2007).
С 1957 года — участник профессиональных краевых, региональных, всесоюзных и всероссийских выставок.
Произведения представлены в Новосибирском государственном краеведческом музее, Государственном музее этнографии народов России, Академии музыкально-сценических искусств имени Яначека в Брно, Высшей музыкальной школе г. Мангейм-Гейдельберга, музее Президента Франции Шарля де Голля, российских и зарубежных частных собраниях.

## Награды
- Орден Трудового Красного Знамени (1971)
- Медаль «В ознаменование 100-летия со дня рождения Владимира Ильича Ленина» (1970)
- Почётный работник культуры Новосибирской области (2010)
- Лауреат Премии Новосибирска «Человек года» за достижения в профессиональном искусстве
- занесен в «Книгу Почёта Сибири» (2000)